# Purpurspint
Der Purpurspint (Merops gularis) ist ein Vogel aus der Familie der Bienenfresser (Meropidae).
Die Art wurde ehemals einer Gattung namens Feldspinte (Melittophagus) zugeordnet.
Er kommt in Subsahara-Afrika im tropischen Regenwald vor.
Das Verbreitungsgebiet umfasst Primär, Galeriewald, Lichtungen, Plantagen, Sekundärwald, Waldränder, auch baumbestandene Savanne.
Die Art ist teils ein Standvogel und teils ein Kurzstreckenzieher.
Das Artepitheton kommt von lateinisch gula ‚Kehle‘.

## Beschreibung
Der Purpurspint ist etwa 20 cm groß und wiegt 25–34 g. Er hat eine scharlachrote, zur Brust hin in dunkelgrau übergehende Kehle, ist an Kopf, Oberseite und den Flügeln schwarz. Der Rumpf und die Oberschwanzdecken sind türkis leuchtend, die Brust schwarz und türkisblau gestrichelt. Die Stirn ist blau, auch der Überaugenstreif, oft findet sich ein blauer Unteraugenstrich. Die Steuerfedern sind dunkelrot mit schwärzlichen Spitzen, die Flügeldecken und Armschwingen haben grüne bis himmelblaue Begrenzungen. Die Unterseite einschließlich der Unterschwanzdecken ist himmelblau. Die Geschlechter unterscheiden sich nicht, Jungvögel sind matter und noch ohne namensgebende Kehlfärbung, an Hals und Kehle dunkelgrün, die Brust ist matt schwarz.
Die Art ist größer, schwärzer und eleganter als der Saphirspint (Merops muelleri) gleichfalls mit roter Kehle, der ist aber kastanienbraun auf Rücken und Flügeln und hat kein Blau.

## Stimme
Der eher seltene Ruf des Männchens wird als sehr hartes, sehr hohes „tsi!-lp“ oder „siit sit s‘sit p‘si p‘sit seet“ mit kurzem ersten Laut beschrieben, er wird im Abstand von 1–2 Sekunden wiederholt. Der Flugruf klingt nach „wic“.

## Geografische Variation
Es werden folgende Unterarten anerkannt:
- M. g. gularis Shaw, 1798, Nominatform – Sierra Leone bis Nigeria, breit blaue Stirn mit kurzem blauen Überaugenstreif
- M. g. australis (Reichenow, 1885), – Nigeria bis Westuganda und Nordangola, nur einzelne blaue Federn an der Stirn

## Lebensweise
Die Nahrung besteht aus fliegenden Insekten, die als Lauerjäger gefangen und zum Ansitz zurückgebracht werden. Dazu dienen abgestorbene Bäume oder Telefondrähte. Die Art tritt einzeln, paarweise, manchmal in kleinen Gruppen auf, ist standorttreu.
Die Brutzeit liegt zwischen Februar und März in Sierra Leone, in Ghana, Nigeria und Kamerun zwischen März und Mai, in Zaire zwischen Januar und April.
Die Nisthöhle wird einzeln oder in kleinen Kolonien, tief in Abhänge oder in alte Termitenhügel gegraben. Das Gelege besteht aus 2 Eiern.

## Gefährdungssituation
Der Bestand gilt als nicht gefährdet (Least Concern).